# Georges De Smet
Georges De Smet was een Belgische scheikundige die samen met zijn vrouw Marthe in Dilbeek drie Joodse kinderen opving tijdens de Tweede Wereldoorlog.
Het gezin De Smet had vier kinderen. Twee zonen hadden tijdens de oorlog vastgezeten in krijgsgevangenschap.

## Opvang Joodse kinderen
Een van de kinderen die werd opgevangen was Yvette Lerner, die eerst was opgevangen in het klooster van de zusters van Très Saint Sauveur in Brussel, tot de Gestapo op 20 mei 1943 binnenviel in het klooster omdat ze getipt waren dat er Joodse kinderen verbleven. De kinderen waren echter op school. Omdat de Gestapo aankondigde de volgende dag terug te keren, werden de joodse kinderen die nacht ijlings geëvacueerd door het verzet. zuster Claire bracht Yvette Lerner op 30 mei naar het gezin De Smet, waar ze herenigd werd met haar nicht Fanny en haar ouders. De ouders zouden later terugkeren naar Brussel en werden uiteindelijk gearresteerd.
Het gezin De Smet ving sinds augustus 1942 ook Ginette Monk op. Later namen ze ook nog een 6 maanden oud meisje, genaamd Lilly, op in het gezin. 
Om alle monden te kunnen voeden, hield Georges De Smet gevogelte, bijen en bouwde hij een serre. Zijn vrouw kocht een geit, zodat er melk was voor baby Lily. Georges en Marthe waren diepgelovige katholieken en gingen elke ochtend naar de mis. Desondanks zorgden ze er de hele oorlog voor dat de kinderen koosjer konden eten. 
Marthe De Smet hield steeds een grote som contant geld klaar, in de hoop dat indien de Gestapo zou binnenvallen, ze hen zou kunnen omkopen.
Toen Yvette's ouders haar na de oorlog kwamen ophalen en vroegen hoeveel ze het gezin De Smet verschuldigd waren, antwoordde Georges dat hij genoegen nam met hun vriendschap.
Op 18 april 1982 ontvingen Georges, Martha en hun kinderen André, Francis, Eliane en Marie-Paule de titel Rechtvaardige onder de Volkeren.